# Catfish: The TV Show
 Catfish: The TV Show är en amerikansk realityserie från 2012, där Nev Schulman och Max Joseph hjälper unga människor att undersöka om deras internetromans är äkta eller en catfish. De tar också reda på motiven till att vissa personer är på nätet under falsk identitet. Kamie Crawford var en gäst co-värd i flera avsnitt i säsong 7 och blev programledare  i showens åttonde säsong, tillsammans med Schulman.

TV-serien bygger på filmen Catfish från 2010.